# Abelia engleriana
Abelia engleriana là một loài thực vật có hoa trong họ Kim ngân. Loài này được Karl Otto Robert Peter Paul Graebner mô tả khoa học đầu tiên năm 1900 dưới danh pháp Linnaea engleriana. Năm 1911 Alfred Rehder chuyển nó sang chi Abelia.
Loài này nằm trong tổ hợp loài Abelia uniflora, vì thế năm 2013 khi chuyển các loài trong chi Abelia sang chi Linnaea thì Maarten Christenhusz tạm thời gộp toàn bộ các loài trong tổ hợp loài Abelia uniflora thành một loài duy nhất là Linnaea uniflora. Tuy nhiên, dù chấp nhận quan điểm mở rộng chi Linnaea nhưng Plants of the World Online vẫn công nhận Linnaea engleriana như là một loài tách biệt, có tại miền trung Trung Quốc.
Thực vật chí Trung Hoa (Flora of China) gộp loài này trong A. macrotera. Tên tiếng Trung: 梗花 (ngạnh hoa).